# 太丁
太丁（？—？），殷墟甲骨卜辞作大丁，子姓，是商湯之太子。太丁是商朝开国君主商汤之子，据《史记》的记载太丁未及继位便已去世，所以太丁之弟外丙继位。太丁的配偶妣戊也受到殷人的周祭。宋镇豪、韩江苏等认为成汤有太丁、外丙、仲壬三子，太丁作为嫡长子被立为太子，因此纳入殷人周祭当中，然而太丁却先汤而死，未曾即位为王。从甲骨文的记载看不出太丁即位为王的情况。江林昌根据周祭祀谱中太丁先于太甲，认为太丁曾经即位。

## 妻
妣戊，甲骨文作“大丁配妣戊”，太甲之母